# Thy Kingdom Come
Thy Kingdom Come è un film horror del 2008 diretto da Ilmar Taska.

## Trama
In una casa di campagna, Peter è perseguitato da visioni infernali in cui paradiso e inferno si fondono dando vita a un luogo terrificante. L'uomo comincia a temere che le creature che abitano questo luogo si stiano riunendo intorno alla sua casa.

## Produzione
Le riprese sono avvenute interamente in Argentina.